# Éric Quintin
Éric Quintin (Aix-en-Provence, 22 de janeiro de 1967) é um ex-handebolista profissional e treinador francês, medalhista olimpico.
Éric Quintin fez parte do elenco medalha de bronze, em Barcelona 1992. Com 4 partidas e 9 gols.